# Tesker (département)
Tesker est un département de la région de Zinder au Niger.

## Géographie
Le département s'étend au nord-est de la région de Zinder, sur une superficie de 69 278 km2.
| Aderbissinat | Aderbissinat | Bilma       |
| Tanout       | Tesker       | N'Gourti    |
| Gouré        | Goudoumaria  | Maïné-Soroa |

## Histoire
Le poste administratif de Tesker instauré en 1978, est séparé en 2011 du département de Gouré et élevé au statut départemental.

## Population
Selon le recensement général de la population et de l'habitat de 2012, le département compte 37 132 habitants. De 2001 à 2012, la population a augmenté en moyenne de 3,6 % par an (pour un accroissement national moyen de : 3,9 %). 

## Administration
Le département couvre une unique commune rurale : 
- Tesker